# Pryzma pomiarowa

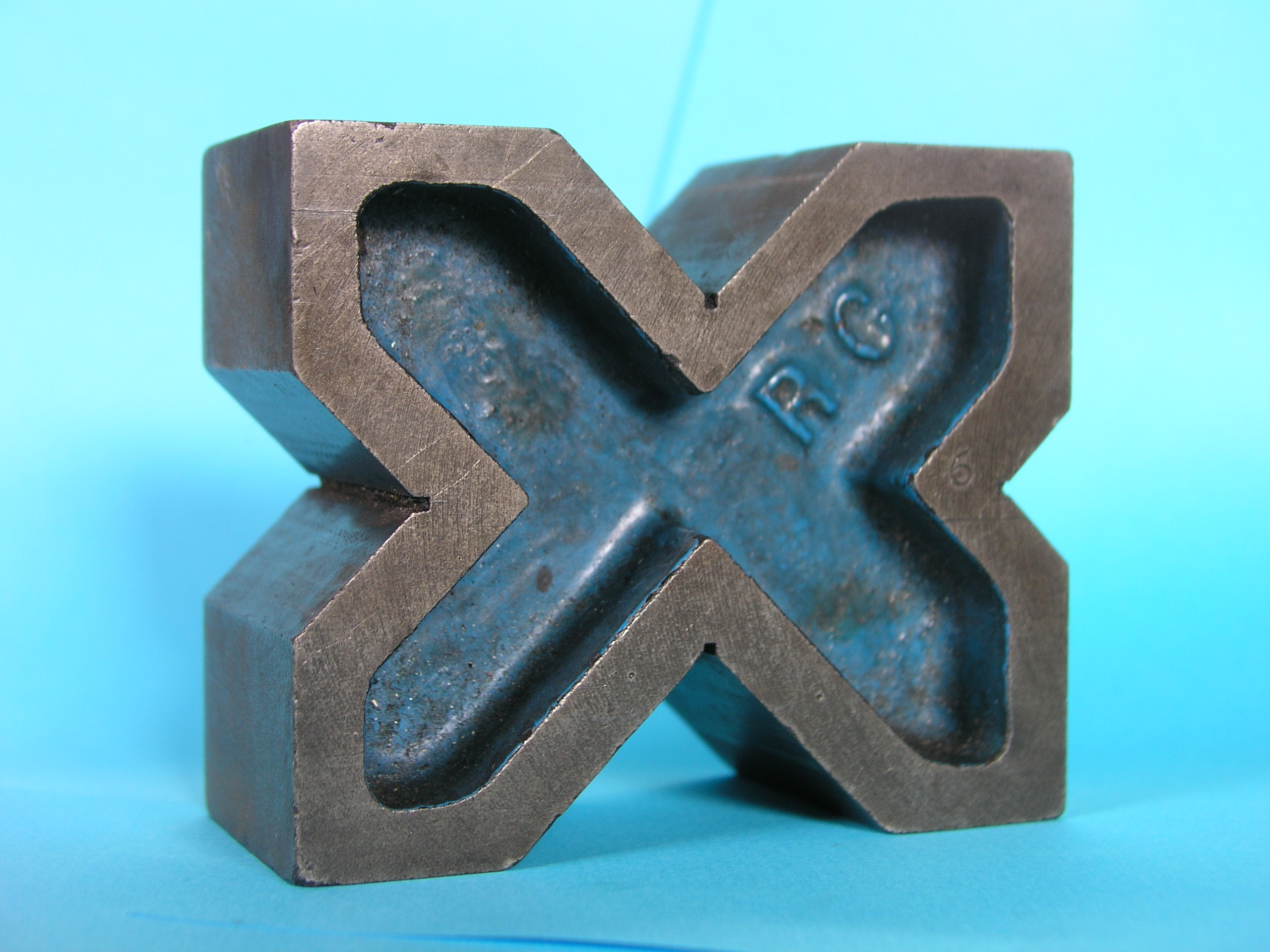
Pryzma pomiarowa żeliwna

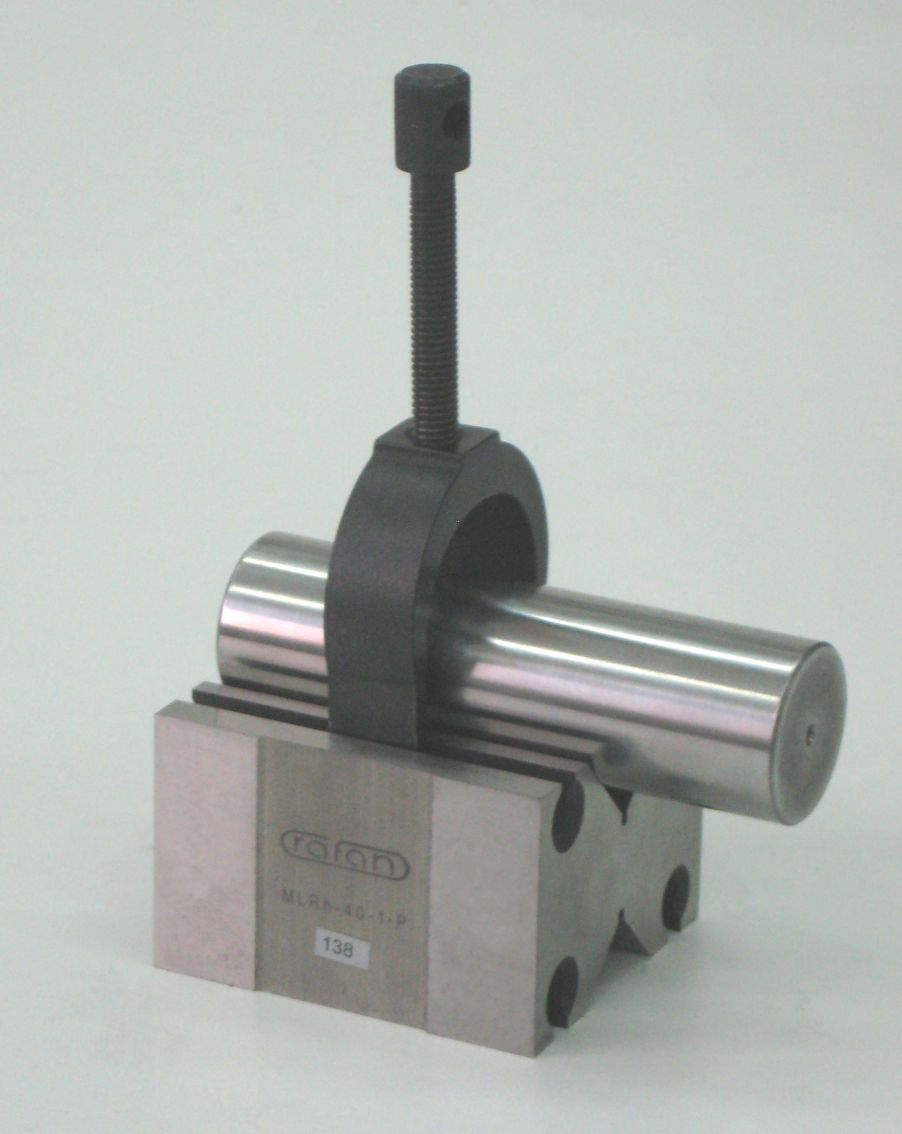
Pryzma stalowa hartowana i szlifowana z chomątkiem

Pryzma pomiarowa – podstawka z jednym lub wieloma wycięciami w kształcie litery V służąca do ustawiania osi elementów walcowych równolegle do powierzchni płyty pomiarowej lub stołu obrabiarki.
Pryzmy pomiarowe wykonywane są zazwyczaj w kompletach złożonych z dwu identycznych pryzm. Pryzmy o mniejszych wymiarach wykonywane są hartowanej stali, a większe z żeliwa. Pryzmy mogą być wyposażone kabłąk zaciskowy (chomątko).
Wykonywane są także pryzmy magnetyczne pozwalające na zamocowanie elementów ferromagnetycznych.